# Con Leahy

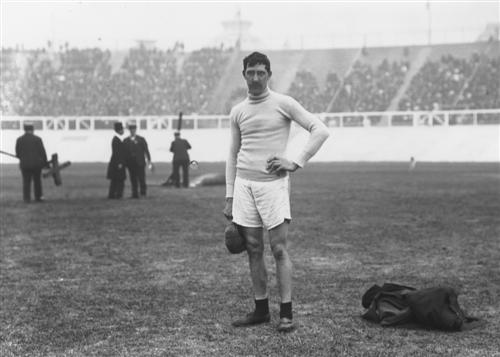
Cornelius Leahy en 1908.

Cornelius Leahy (Cregane, Charleville, County Limerick, 27 de abril de 1876 - Manhattan, 18 de diciembre de 1921), también conocido como Con Leahy, fue un atleta irlandés representante del Reino Unido que ganó medallas olímpicas en los Juegos Olímpicos de Londres 1908 y en los Juegos Intercalados de 1906.
Su hermano Patrick Leahy también ganó medallas olímpicas en 1900. Con este hermano, emigró a Estados Unidos en 1909. Murió en Manhattan en 1921.

## Récord
- 1906: Medalla de oro, salto de altura; Medalla de plata, triple salto
- 1908: Medalla de plata, salto de altura